# Енді Грін (пілот)
Енді Грін (англ. Andy Green; нар. 30 липня 1962) — англійський пілот і автогонщик. 15 жовтня 1997 року на автомобілі Thrust SSC встановив світовий рекорд наземної швидкості, також вперше перевищивши швидкість звуку на автомобілі.
Офіцер ордена Британської імперії.
Працює над проектом надзвукового автомобіля Bloodhound SSC в якості його пілота. 
У жовтні 2017 року на аеродромі містечка Ньюквей (Велика Британія) автомобіль було протестовано на максимальну швидкість. За 9 с було досягнуто швидкості 322 км/год, більшу швидкість не вдалося досягнути через обмежену довжину аеродрому.